# Alcis maestosa
Alcis maestosa là một loài bướm đêm trong họ Geometridae.